# 가면라이더 어나더 아기토
가면라이더 어나더 아기토(일본어: 仮面ライダーアナザーアギト 카멘라이다 아나자 아기토[*])는 일본 토에이의 특수촬영 드라마 《가면라이더 아기토》에 등장하는 라이더 중 하나이다. 작품에서는 "또 하나의 아기토"(일본어: もう1人のアギト 모우 히토리노 아기토[*])라고 불린다. 키노 카오루가 변신 벨트 앵크포인트로 변신하는 점에서, 개발 중 〈키노 아기토〉라는 별칭으로도 불렸다. 디자인을 담당한 데부치 유타카(出渕裕)는 디자인 원고에서 〈가면라이더 루데스〉 (일본어: 仮面ライダールデス 카멘라이다 루데스[*])라고 표기하였으나 반영되지는 않았다.
아기토에 해당하지만 치아나 날개 등은 언노운(로드)들에 가까우며, 초록색을 띄고 있다. 디자인의 모티프는 용, 메뚜기(일본어: バッタ 밧타[*]), 벼메뚜기(일본어: イナゴ 이나고[*]) 등, 설이 분분하다. 이에 대해 데부치 유타카의 원고에서는 1971년의 1호 라이더를 모티브로 하고 있다고 밝히고 있다. 또 머플러는 가면라이더 V3의 오마주이다. 쇼와 라이더와는 달리 머플러는 목에 달고 있지 않으며, 양 어깨의 견갑골에 날개와 같이 돋아있는 등 생물적인 모습의 디자인이 이루어졌다.
나중에 이루어진 관계자의 인터뷰에 따르면 슈츠는 길스의 것처럼 부패하여 현재는 남아있지 않게 되었다. 그 때문에 가면라이더 디케이드에서는 익시드 길스나 G3 등과는 달리 등장하지 않았다. 아기토가 파워 업(폼 체인지)를 했을 때에만 전개되는 크로스 혼 (아기토의 위력 제어 장치)이 어나더 아기토는 항상 전개되어 있기 때문에 수치 상의 능력은 아기토 샤이닝 폼이나 익시드 길스와 맞먹지만, 장비 무기나 폼 체인지 등의 능력은 없다. 필살기를 발동하면서 힘을 끌어낼 때는 입의 크러셔가 열리면서 치아 기관이 노출된다. 무기는 팔과 발의 손톱을 이용한 절단 기관인 "바이오 크로"(일본어: バイオクロウ 바이오 쿠로우[*])를 사용한다. 필살기는 크러셔를 전개하고 발에 에너지를 흡수하여, 편발로 날아 목표물을 향해 발을 내지르는 어설트 킥(일본어: アサルトキック 아사루토 킷쿠[*])이다.

## 다크 호퍼
다크 호퍼(일본어: ダークホッパー 다쿠 홋파[*])는 머신토네이더나 길스 레이더처럼 보통 바이크가 장착자의 변신에 따른 에너지를 받아 변신한 형태의 바이크이다. 키노 카오루가 어나더 아기토로 변신하기 전에는 스즈키의 오프로드카 DR 250S 모델의 바이크로, 가면라이더 쿠우가의 고다이 유스케가 처음에 승차했던 바이크와 동일한 종류이다.
아래는 다크 호퍼의 제원이다.
- 전장; 2,220mm
- 전폭: 890mm
- 전고: 1,320mm
- 최고 시속: 390 km